# Моша (село)
Моша (перс. مشا‎) — село на севере Ирана, в остане Тегеран. Входит в состав шахрестана Демавенд. Является частью дехестана (сельского округа) Терруд бахша Меркези.

## География
Село находится в восточной части остана, на расстоянии приблизительно 2 километров (по прямой) к северо-западу от города Демавенд, административного центра шахрестана. Абсолютная высота — 2243 метра над уровнем моря.

## Население
По данным переписи 2006 года население села составляло 1542 человека (821 мужчина и 721 женщина). В Моше насчитывалось 454 домохозяйства. Уровень грамотности населения составлял 65,3 %. Уровень грамотности среди мужчин составлял 67,8 %, среди женщин — 62,4 %.
В 2016 году в селе имелось 247 домохозяйств и проживал 741 человек (401 мужчина и 340 женщин).
Среди жителей распространён диалект демавенди мазандеранского языка.